# 水原涼
水原 涼（みずはら りょう、1989年10月14日 - ）は、日本の作家、小説家。同人活動も行う。

## 経歴・人物
兵庫県生まれ、鳥取県鳥取市出身。歌人の吉田恭大とは小学校からの同級生で、鳥取県立鳥取西高等学校1年のときに一緒に同人誌を立ち上げている。北海道大学文学部卒業。大学では文芸部に所属し、在学中の2011年に、投稿作「甘露」が第112回文學界新人賞を受賞し作家デビュー。同作は、2011年上期の第145回芥川賞の候補となった。芥川賞史上では初の平成生まれ候補者であった。
受賞後第二作の「日暮れの声」発表までの四年半の期間については、「結婚とか離婚とか卒業とか引越とか、まあいろいろやってたんですが、同人誌を出していた」と振り返っている。同人誌活動については、「年に一冊のペースで、今後も続けるつもりでいる」と述べている。2017年3月、早稲田大学大学院文学研究科修士課程修了。

## 著作リスト

### 単行本
- 『蹴爪』（講談社、2018年7月）
  - 「蹴爪（ボラン）」 - 『群像』2017年2月号
  - 「クイーンズ・ロード・フィールド」 - 『群像』2017年8月号
- 『震える虹彩』（安田和弘[5]との共著、喫水線、2020年4月）
- 『恋愛以外のすべての愛で』（星海社FICTIONS、2025年6月）
- 『筏までの距離』（集英社、2025年6月）
  - 「ロング・スロウ・ディスタンス」 - 書き下ろし
  - 「マスキングテープ」 - 『すばる』2024年5月号
  - 「植物園にて」 - 『すばる』2024年5月号
  - 「回して削る」 - 『すばる』2024年5月号
  - 「坂で会う」 - 書き下ろし
  - 「筏までの距離」 - 『すばる』2024年12月号
  - 「台風一過」 - 『すばる』2024年12月号
  - 「沙貴のこと」 - 『すばる』2024年12月号

### アンソロジー収録作品
- 「Yさんのこと」 - 『kaze no tanbun 特別ではない一日』（柏書房、2019年10月）収録
- 「小罎」 - 『kaze no tanbun 移動図書館の子供たち』（柏書房、2020年12月）収録

### 雑誌掲載作品
小説
- 「甘露」 - 『文學界』2011年6月号
- 「日暮れの声」 - 『文學界』2015年12月号
- 「チャンピオン」 - 『文學界』2016年5月号
- 「ふゆり」 - 『文學界』2016年10月号
- 「托卵」 - 『文學界』2017年2月号
- 「塔のある村」 - 『文學界』2017年9月号
- 「積石」 - 『文學界』2018年1月号
- 「干潮」 - 『すばる』2018年5月号
- 「少年たち」 - 『文藝』2018年夏季号
- 「井戸」 - 『文學界』2018年7月号
- 「水葬」 - 『文學界』2019年6月号
- 「光の状況」 - 『文學界』2020年3月号
- 「飛砂」 - 『文學界』2020年9月号
- 「焚火」 - 『すばる』2021年3月号
- 「鳥たち birds」 - 『文學界』2021年4月号
- 「息もできない」 - 『すばる』2021年11月号
- 「誤字のない手紙」 - 『文學界』2023年7月号

随筆・書評・その他
- 「死んだら新聞に載るような」 - 『文學界』2012年8月号
- 「モスクワの男根」 - 『群像』2016年3月号
- 「口紅」 - 『すばる』2016年5月号
- 「僕たちがラグビー部員だったころ」 - 『新潮』2018年8月号
- 「私たちの不穏さ」（今村夏子『父と私の桜尾通り商店街』書評） - 『群像』2019年7月号
- 「アンケート特集 シネマ2019」（タル・ベーラ監督『サタンタンゴ』） - 『群像』2020年2月号
- 「出口に向かって」（谷崎由依『遠の眠りの』書評） - 『新潮』2020年3月号
- 「森の奧にあるもの」（小野正嗣『踏み跡にたたずんで』書評） - 『群像』2020年6月号
- 「座談会 八〇年代生まれの作家たちが読む三島由紀夫」（小佐野彈＋鴻池留衣＋古川真人＋水原涼） - 『すばる』2020年10月号
- 「祖母たち」 - 『文學界』2021年10月号